# Joybubbles
Joybubbles (25 de mayo de 1949 – 8 de agosto de 2007), nacido como Josef Carl Engressia, Jr. en Richmond (Virginia), EE. UU., fue uno de los pioneros del pirateo telefónico (phreaking) e inspirador del movimiento hacker. Ciego de nacimiento, empezó a interesarse por los teléfonos a los cuatro años. Gracias a su oído absoluto, aprendió a emular los tonos telefónicos y activar funciones de operador silbando al teléfono a determinadas frecuencias, particularmente a 2600 hercios. Joybubbles dijo en una entrevista que tenía un CI de 172 «o algo así».

## Biografía
A los siete años Engressia aprendió por sí mismo, mediante experimentación repetida, que silbando en un teléfono de la época podía emular los pulsos telefónicos o activar ciertas acciones o comandos de operador. Por ejemplo, fue capaz de silbar para colgar una llamada o hacer llamadas internacionales sin provocar un coste monetario.
Es famosa la anécdota que cuenta cómo gracias a su método, consiguió dar la vuelta al planeta a través de los hilos telefónicos y las centralitas cruzando ciudades, países, mares y continentes, para terminar llamándose a sí mismo y comprobar el retardo de su propia voz.[cita requerida]
Durante su adolescencia, consiguió una licencia de radioaficionado, pero su pasión siguió siendo la telefonía.
Estudió en la Universidad del Sur de Florida a finales de la década de los 60, donde recibió el sobrenombre de Whistler (silbador) por su habilidad para realizar llamadas de larga distancia con su silbido, por las que cobraba 1 dólar, un precio mucho menor del precio estándar que cobraba AT&T. Un día, despertó las sospechas de un operador canadiense, a lo que siguió una investigación sobre el origen de las llamadas gratuitas. Engressia fue suspendido de la universidad, pero recurrió y consiguió ser readmitido a cambio de donar a una causa benéfica los 25 dólares que confesó haber ganado de esta manera.
Por estos años, se le reconoció un CI (nivel de inteligencia) de 172, que lo situaba en la categoría de genio excepcional. Conoció a John Draper a quien habló de su travesuras pasadas, Draper replicó el método usando un silbato de juguete. 
En 1982, se mudó a Mineápolis, ciudad en la que viviría el resto de su vida. Allí vivió gracias a una pensión por invalidez de la Seguridad Social que reforzaba trabajando en investigación. 
Con el recuerdo doloroso de una infancia difícil, mancillada por los abusos sexuales de los que fue objeto en su colegio por parte de una monja, en 1988 decidió retrasar su reloj biológico hasta los cinco años, edad que congeló para siempre y a través de la cual se presentaría perpetuándose para siempre en la infancia que nunca tuvo. En 1991 se cambió el nombre legal a Joybubbles (burbujas alegres). Fundaría también la Iglesia de la Eterna Niñez de la que sería pastor hasta su fallecimiento abogando en ella por los derechos de los niños.
En sus últimos años se volcó en labores humanitarias ayudando de forma activa a su comunidad, organizando lecturas en la biblioteca local y realizando llamadas telefónicas a niños con enfermedades terminales de todo el mundo. A esto se le suma su contribuciones al periódico St. Paul Pioneer Press desde donde difundiría sus ideales.
Joybubbles murió de un ataque al corazón el 8 de agosto de 2007 en su casa de Mineápolis.